# ألونزو فيكتور لويس
ألونزو فيكتور لويس (بالإنجليزية: Alonzo Victor Lewis)‏ هو رسام أمريكي، ولد في 1886 في يوتا في الولايات المتحدة، وتوفي في 1946.